# Alfabeto javanés
El alfabeto javanés, conocido localmente como aksara Jawa y hanacaraka, y designado formalmente como déntawyanjana y carakan, es un alfasilabario de la familia bráhmica desarrollado por los javaneses para escribir varias lenguas austronésicas habladas en la isla de Java, principalmente el javanés y una forma arcaica de javanés llamada kawi, así como el sánscrito, lengua indoaria utilizada como lengua sagrada en toda Asia. Como alfabeto descendiente del brahmi que es, tiene muchas similitudes con otros alfabetos actuales del sur de la India y del sudeste asiático. El alfabeto javanés, junto con el balinés, se considera el más elaborado y ornado entre los alfabetos bráhmicos del sudeste asiático. 
El alfabeto fue ampliamente utilizado por los escribas de la corte de Java y las Islas menores de la Sonda. A finales del siglo XIX y principios del XX se hicieron muchos esfuerzos para estandarizar el alfabeto, con la aparición de los primeros tipos móviles de metal del alfabeto y las incipientes reglas ortográficas. Sin embargo, el punto álgido de su desarrollo se detuvo repentinamente por la Segunda Guerra Mundial y especialmente durante la ocupación japonesa de las Indias del este holandesas, durante la que se prohibió su uso y este decayó. En la actualidad, el uso habitual del alfabeto javanés ha sido en gran parte reemplazado por el alfabeto latino javanés.

## Características
El alfabeto javanés tiene 53 letras, pero el número de fonemas representados puede variar dependiendo de la lengua que se escriba. Cada letra representa una sílaba, formada por una consonante y una vocal inherente, que puede ser / a / o / ɔ /, y para indicar la pronunciación de una vocal diferente de esta utilizan diacríticos añadidos a la letra. Cada consonante tiene una forma compuesta llamada pasangan ( "par"), la cual anula la vocal inherente de la sílaba anterior. En la palabra aksara por ejemplo, la vocal inherente de la letra ka es anulada por el uso de pasangan en la letra siguiente.
La puntuación incluye la coma, punto, dos puntos y comillas, así como varias marcas decorativas que indican división de versos en poesía o que denotan posición en la correspondencia. El texto se escribe de izquierda a derecha y sin separación de palabras (scriptio continua).
Muchas de las letras se componen de elementos visualmente similares, sobre todo "montañas" en forma de n minúscula y "valles" en forma de u, dispuestos en secuencias diferentes. Hay sólo unos cuantos componentes singulares a determinadas letras y unas pocas letras que son verdaderamente únicas, todo ello hace que constituya una escritura de aspecto muy uniforme.

## Historia

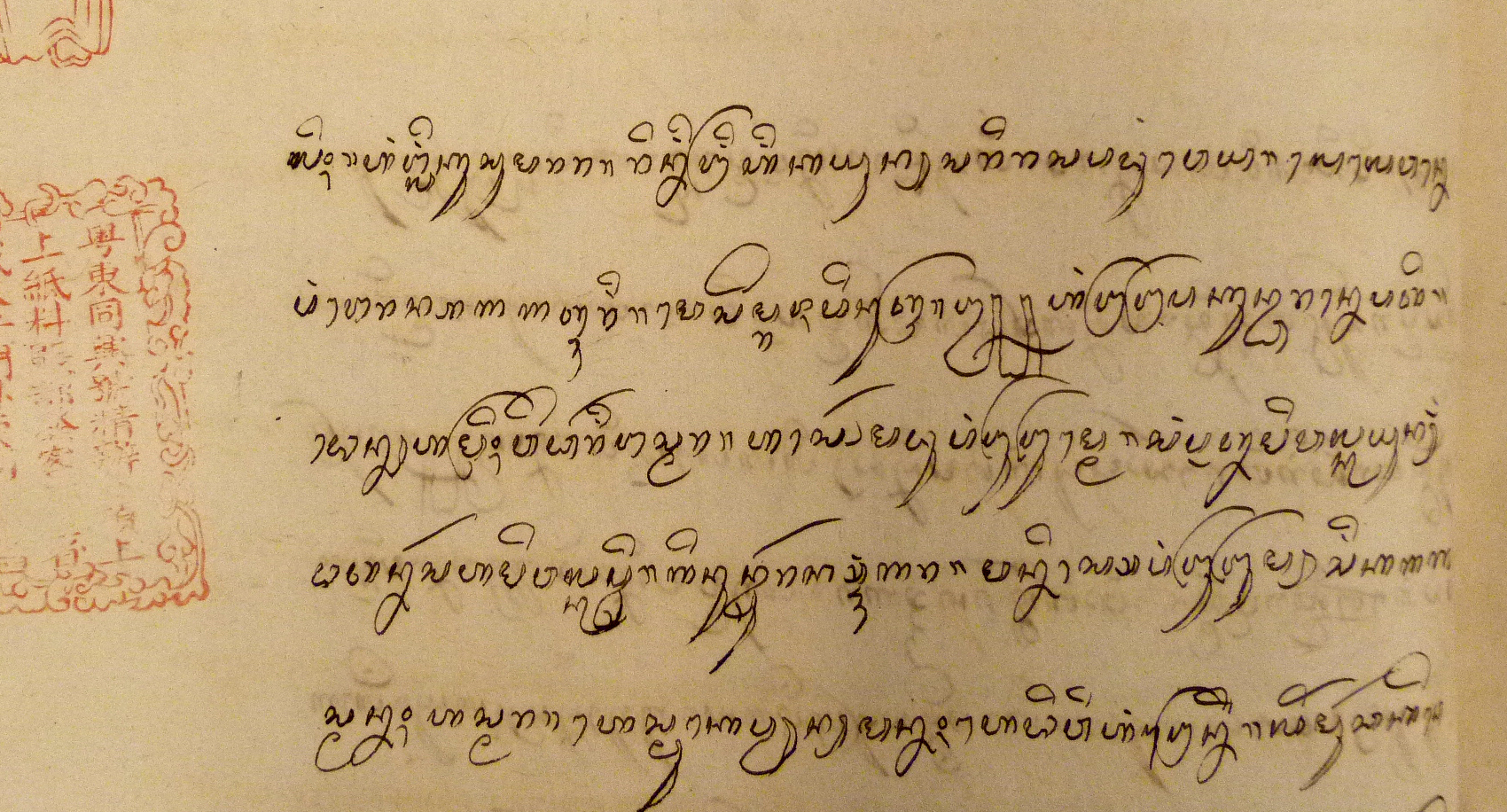
Manuscrito javanés del de Panji Angreni, folio 10v.

Los alfabetos javanés y el balinés son variantes modernas del alfabeto kawi, un alfabeto brámico desarrollado en Java alrededor del siglo IX. Tuvo una amplia difusión en la literatura religiosa escrita en los manuscritos de hoja de palma llamados lontar. Hacia el periodo hindú-budista las formas de las letras mutaron para convertirse en javanés, y en el XVII el alfabeto ya era identificable con su forma moderna.
El javanés era principalmente utilizado por los escribas de la corte en Surakarta y Yogyakarta, pero su uso se extendía entre varias cortes de Java y de las Islas menores de la Sonda. Se solían escribir crónicas (babad), narraciones (Serat), versos antiguos (Kakawa), y sortilegios (primbon) entre otros textos, los más populares eran copiados y reescritos a lo largo de los siglos.
Los primeros tipos de metal para la impresión del javanés fueron fabricaron  alrededor de 1830. A principios del siglo XX se fabricaron también tipos de fuentes cursivas. En 1926, una institución académica de Sriwedari (enSurakarta) publicó el Wewaton Sriwedari o "Soluciones de Sriwedari" considerada la primera gramática normativa del javanés. Posteriormente, se fueron publicando más obras normativas de la ortografía javanesa.
Sin embargo, este desarrollo se detuvo de repente durante la Segunda Guerra Mundial cuando el uso del alfabeto javanés se prohibió durante la ocupación japonesa. Actualmente, no hay ninguna publicación periódica impresa en alfabeto javanés y sólo se utiliza con fines decorativos o de erudición. El uso habitual del javanés ha sido en gran parte reemplazado por el alfabeto latino. Con el objetivo de preservar su conocimiento, el gobierno indonesio prescribió la enseñanza del alfabeto javanés como asignatura obligatoria en la escuela elemental y secundaria en las zonas javaneso-hablantes. El gobierno de la provincia de Java Central también impulsa desde 2012 su uso en señalización y  carteles de vías públicas junto con la legislación local.
Las letras del alfabeto javanés se inician en el pangrama hanacaraka perfecto, de la siguiente forma:

## El pangrama del hanacaraka

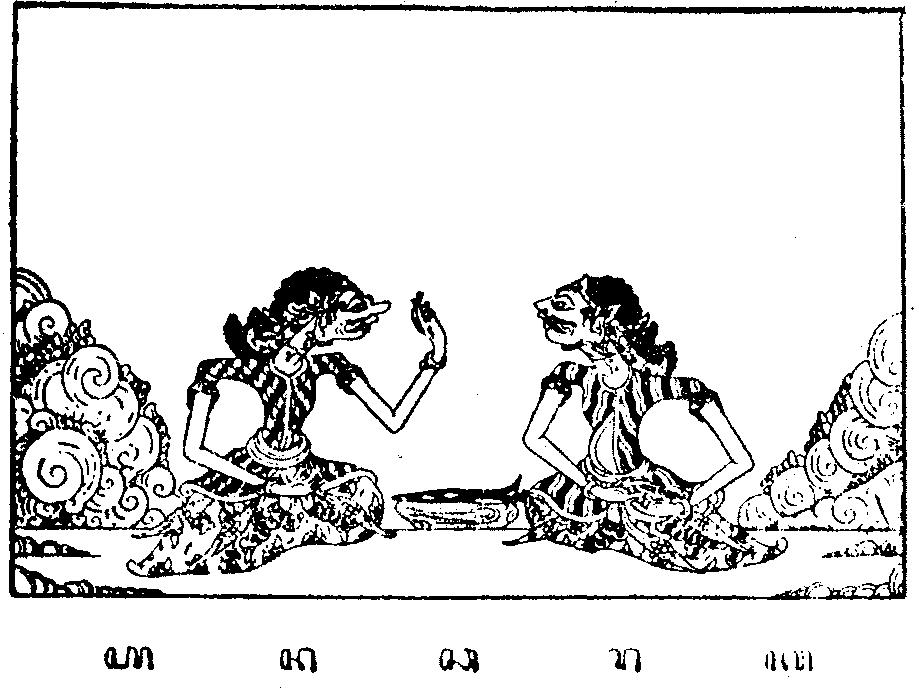
ꦲꦤꦕꦫꦏ Hana Caraka
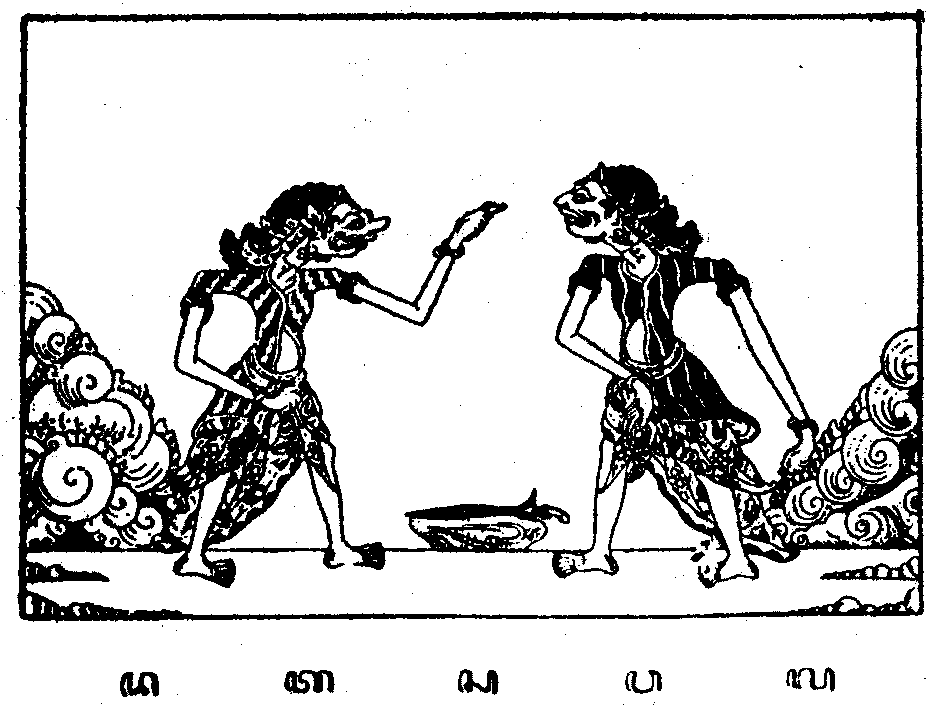
ꦢꦠꦱꦮꦭ Data sawala
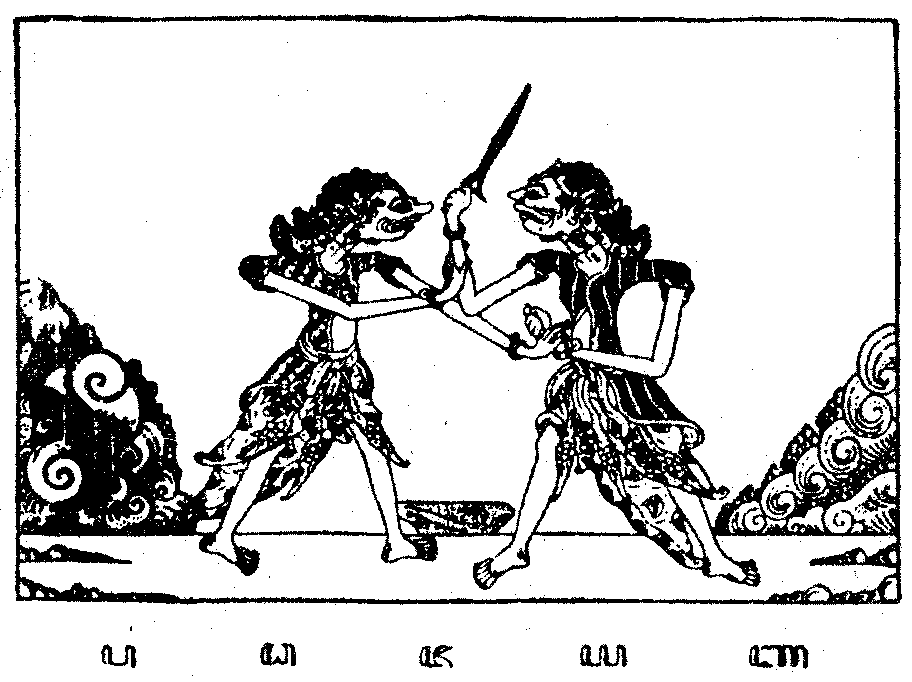
ꦥꦝꦗꦪꦚ Padha jayanya
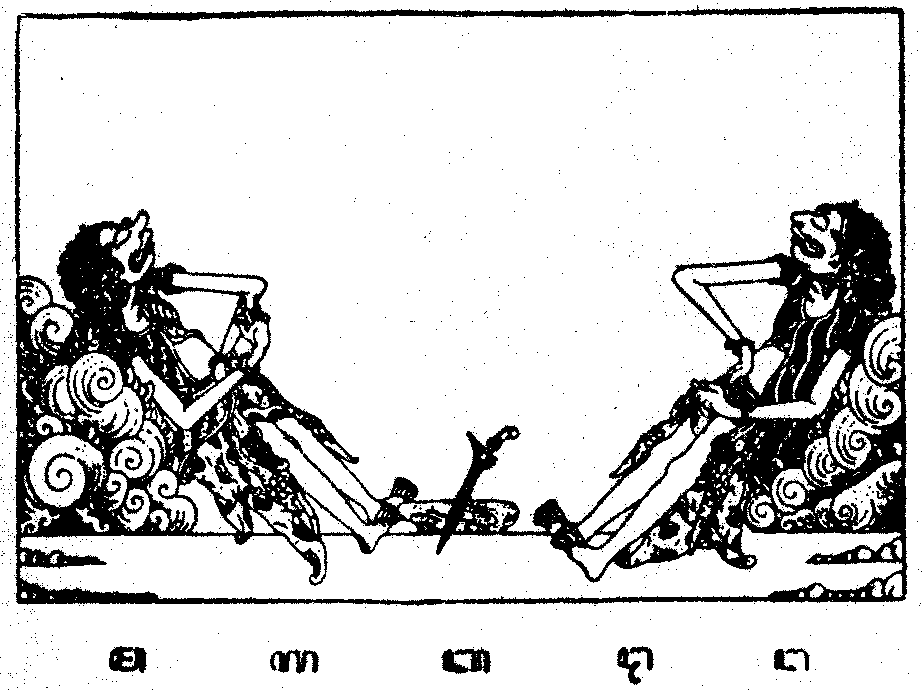
ꦩꦒꦧꦛꦔ Maga bathanga

Cuya traducción línea por línea sería:
Había dos mensajeros. Se tenían resentimiento. (Eran) igual de fuertes. Aquí sus cuerpos.
La secuencia forma un pangrama de 4 versos narrando el mito de Aji Saka. Sin embargo, esta secuencia no incluye las letras murda ni mahaprana.
El alfabeto javanés se añadió a la norma Unicode en octubre de 2009 con el lanzamiento de la versión 5.2.

## Unicode
El bloque Unicode para el javanés es U + A980 hasta U + A9DF. Hay 91 puntos de código para el alfabeto javanés: 53 letras, 19 signos de puntuación, 10 números y 9 vocales:
| Javanese Official Unicode Consortium code chart (PDF)                               |   |   |   |   |   |   |   |   |   |   |   |   |   |   |   |   |
|                                                                                     | 0 | 1 | 2 | 3 | 4 | 5 | 6 | 7 | 8 | 9 | A | B | C | D | E | F |
| U+A98x                                                                              | ꦀ  | ꦁ  | ꦂ  | ꦃ  | ꦄ | ꦅ | ꦆ | ꦇ | ꦈ | ꦉ | ꦊ | ꦋ | ꦌ | ꦍ | ꦎ | ꦏ |
| U+A99x                                                                              | ꦐ | ꦑ | ꦒ | ꦓ | ꦔ | ꦕ | ꦖ | ꦗ | ꦘ | ꦙ | ꦚ | ꦛ | ꦜ | ꦝ | ꦞ | ꦟ |
| U+A9Ax                                                                              | ꦠ | ꦡ | ꦢ | ꦣ | ꦤ | ꦥ | ꦦ | ꦧ | ꦨ | ꦩ | ꦪ | ꦫ | ꦬ | ꦭ | ꦮ | ꦯ |
| U+A9Bx                                                                              | ꦰ | ꦱ | ꦲ | ꦳  | ꦴ  | ꦵ  | ꦶ  | ꦷ  | ꦸ  | ꦹ  | ꦺ  | ꦻ  | ꦼ  | ꦽ  | ꦾ  | ꦿ  |
| U+A9Cx                                                                              | ꧀  | ꧁ | ꧂ | ꧃ | ꧄ | ꧅ | ꧆ | ꧇ | ꧈ | ꧉ | ꧊ | ꧋ | ꧌ | ꧍ |   | ꧏ |
| U+A9Dx                                                                              | ꧐ | ꧑ | ꧒ | ꧓ | ꧔ | ꧕ | ꧖ | ꧗ | ꧘ | ꧙ |   |   |   |   | ꧞ | ꧟ |
| Notas Desde la versión Unicode 13.0 Las áreas grises indican segmentos no asignados |   |   |   |   |   |   |   |   |   |   |   |   |   |   |   |   |